# Love Sensuality Devotion: The Remix Collection
Love Sensuality Devotion: The Remix Collection е компилация с ремикси на едни от най-известните песни на немската ню ейдж/еймбиънт/електронна група Енигма, начело с Майкъл Крету. Абсолютно всички ремикси включени в албума са взети от издавани вече сингли на групата. Предполагаеми продажби към края на 2009 г. – 500 000 копия.
Декември 2006 Върджин Рекърдс преиздава тази компилация в САЩ.

## Песни
1. Turn Around Northern Lights Club Mix (135 BPM) – 10:27
2. Age of Loneliness Enigmatic Club Mix (128 BPM) – 6:14
3. Push the Limits ATB Remix (133 BPM) – 7:51
4. Gravity of Love Judgement Day Club Mix (140 BPM) – 5:59
5. Return to Innocence 380 Midnight Mix (088 BPM) – 5:42
6. Sadeness (Part I) Violent U.S. Remix (095 BPM) – 4:43
7. Principles of Lust Everlasting Lust Mix (095 BPM) – 4:56
8. Mea Culpa Fading Shades Mix (100 BPM) – 6:04
9. T.N.T. for the Brain Midnight Man Mix (112 BPM) – 5:56